# Браво, момчето ми!
„Браво, момчето ми!“ (на английски: That's My Boy) е американски комедиен филм от 2012 г. на режисьора Шон Андерс, по сценарий на Дейвид Каспе, продуциран е от Адам Сандлър, Алън Ковърт, Джак Джиярапуто и Хедър Пари. Във филма участват Адам Сандлър, Анди Самбърг, Лейтън Мийстър, Ванила Айс, Тони Орландо, Уил Форте, Майло Вентимиля, Сюзън Сарандън, Джеймс Каан и Лунел. Премиерата на филма е на 15 юни 2012 г. от „Кълъмбия Пикчърс“.